# Liste der italienischen Botschafter in Osttimor

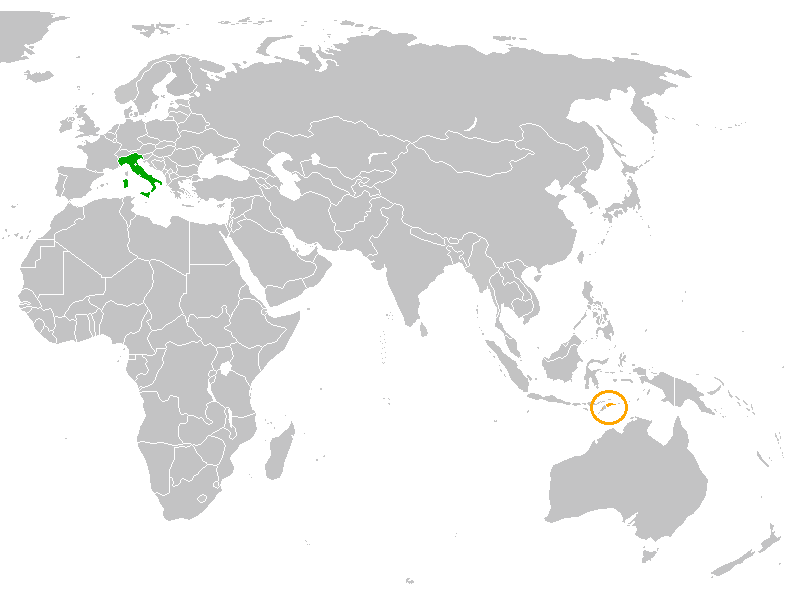
Italien (grün) und Osttimor (orange)

Diese Liste führt die italienischen Botschafter in Osttimor auf.

## Hintergrund
Der Sitz der Botschaft befindet sich im indonesischen Jakarta. Neben den Beziehungen Italiens zu Indonesien und Osttimor ist der Botschafter auch für die ASEAN zuständig.

## Liste der Botschafter
| Name              | Amtszeit     | Anmerkungen                                  |         |
| Italien           | Italien      | Italien                                      | Italien |
| ----------------- | ------------ | -------------------------------------------- | ------- |
| ?                 |              |                                              |         |
| Vittorio Sandalli | 2015/16–2020 | Ernennung:2015                               |         |
| Benedetto Latteri | 2021–2024    | Akkreditierung (virtuell): 11. November 2021 |         |
| Roberto Colamine  | seit 2025    | Akkreditierung: 19. Februar 2025             |         |